# Gschaid bei Birkfeld
Gschaid bei Birkfeld è una frazione di 932 abitanti del comune austriaco di Birkfeld, nel distretto di Weiz, in Stiria. Già comune autonomo, il 1º gennaio 2015 è stato aggregato a Birkfeld assieme agli altri comuni soppressi di Haslau bei Birkfeld, Koglhof e Waisenegg.